# Oficina de Aviación de la Armada Imperial Japonesa
La Oficina de Aviación de la Armada Imperial Japonesa (海軍航空本部 Kaigun Kōkū Hombu) del Ministerio de la Marina de Japón fue responsable del desarrollo y entrenamiento del Servicio Aéreo de la Armada Imperial Japonesa. En 1941 fue encabezado por el vicealmirante Eikichi Katagiri y se organizó de la siguiente manera:
- Departamento de Asuntos Generales
- Departamento de Inteligencia Naval Aérea
- Departamento de Ingeniería de Aeródromos Terrestres
- Departamento de Capacitación: se aseguró de que se enviara personal cualificado al Mando de Entrenamiento Aérea Combinado en Kasumigara.
- Departamento Técnico - Diseñó nuevos aviones y equipamiento, además fue responsable del almacenamiento y reparación de aviones en los arsenales aéreos navales.
  - Aomori
  - Koza
  - Hiro
  - Ōmura o Sasebo
  - Kanoya
  - Kasumigara
  - Yokosuka

## Unidades y escuelas de entrenamiento de la Armada
La capacitación para el SAAIJ se realizaba bajo la unidad de entrenamiento dirigida directamente por la Oficina Aérea Naval. Dicha unidad podría ser un grupo de combate aéreo real (Kōkūtai) o una unidad de entrenamiento adecuada. Para entrenamiento de piloto para operación de portadores, se emplean portadores ligeros.
Dichas escuelas y unidades fueron nombradas con el nombre del lugar donde se establecieron (ciudades, pueblos o Arsenal/Base), o con el nombre del operador si se trata de una unidad basada en el proveedor. También se utilizaba un sistema de numeración.
Por ejemplo, el 12.º Grupo Aéreo Combinado (entrenamiento) basado en Kure consistía en el grupo aéreo de entrenamiento de Ōita, Usa, Hakata y Ōmura.

#### Unidades de entrenamiento de la Armada, por nombre
- Oppama
- Chitose
- Genzan
- Tainan
- Tokushima
- Konoike
- Ōita
- Ōmura
- Tsukuba
- Yokosuka
- Hyakuri
- Kasumigaura
- Tsuikui
- Kuiko
- Shanghái
- Suzuka
- Tsuchiura
- Kaminoike

#### Portaaviones para el entrenamiento
- Hōshō
- Ryūhō